# Galashiels
Galashiels (irisch An Geal Àth) ist eine freie Stadt (Burgh) mit 14.994 Einwohnern in der schottischen Region Scottish Borders. Sie liegt im Tal des Flusses Gala Water, circa eine Meile flussaufwärts von seiner Mündung in den Fluss Tweed. Obwohl es in der Stadt Bestrebungen gegeben hat, sich auf neue Produktionsbereiche einzustellen, war die Geschichte Galashiels doch stark mit den Höhen und Tiefen der hier ansässigen Textilindustrie verbunden.

## Geschichte
Der Name Galashiels setzt sich zusammen aus den Worten „shiels“ oder „shielings“, was so viel wie „Wohnstätten“ bedeutet, und „Gala“, der Name des Flusses. Galashiels bedeutet daher so viel wie „Wohnstätten am Fluss Gala“. 1124, während der Herrschaft Davids I. wird die Stadt erstmals urkundlich erwähnt.
Schon früh wurde Galashiels zu einem Zentrum der Textilindustrie. Die ersten Belege für die Existenz von Walkermühlen können bis ins Jahr 1585 zurückverfolgt werden. Im Jahre 1599 wurde Galashiels zum Burgh ernannt. Zu diesem Zeitpunkt hatte die Stadt bereits 400 bis 450 Einwohner.
1825 waren 35 Arbeiter in der Stadt mit der Herstellung von Stoffen beschäftigt. Wegen der schwierigen geographischen Lage Galashiels und der daraus entstehenden Transportprobleme waren die Produktionskosten viel höher als zum Beispiel im südlicher gelegenen Yorkshire, so dass man sich in Galashiels schon früh auf die Herstellung von besonders hochwertigen Stoffen konzentrierte. Mit der Textilindustrie wuchs auch die Bevölkerung der Stadt bis 1891 sprunghaft auf 18.000 Einwohner an.
1849 wurde Galashiels mit dem Bau der Waverley Line ans Eisenbahnnetz angeschlossen, was die Transportkosten nach Edinburgh halbierte. 1969 wurde die Bahnlinie im Rahmen der Beeching-Axt geschlossen. Ab 2012 wurde der Abschnitt nach Edinburgh wieder aufgebaut, seit September 2015 ist Galashiels wieder auf der Schiene erreichbar.
Das enorme Bevölkerungswachstum führte zu neuen Schulbauten in der Stadt, eine erste Bibliothek wurde gegründet und 1831 entstand die Galashiels Gas Company. Andererseits nahm auch die Kriminalität zu, es gab Krawalle von Hilfsarbeitern und wegen der schlechten Wasserversorgung brach zwischen 1849 und 1853 drei Mal die Cholera aus.
Zwischen 1850 und 1880 erlebte die Stadt ihren wirtschaftlichen Höhepunkt, bevor es mit der Textilindustrie bergab ging. Im Ersten Weltkrieg verlor die Stadt 635 Männer, darunter viele Söhne der Textilmühlenbesitzer, so dass einige Firmen schließlich von Außenstehenden übernommen werden mussten.
Die Textilindustrie blieb trotz allem der Hauptarbeitgeber bis zum Zweiten Weltkrieg. Für eine ausgewogenere Wirtschaftsstruktur wurde versucht, neue Industriezweige im Stadtgebiet anzusiedeln. In den 1960er Jahren zogen mehrere Unternehmen aus der Elektroindustrie nach Galashiels, das zu diesem Zeitpunkt bereits das Verwaltungszentrum der Gegend geworden war.

## Sehenswürdigkeiten
Das auffälligste Gebäude in Galashiels ist das 1867 erbaute Burgh Chambers mit seinem in den 1920er Jahren hinzugefügten Uhrturm. Hier befindet sich auch das Kriegsmahnmal, das an die 635 während des Ersten Weltkriegs gefallenen Bürger von Galashiels erinnert.
Die bekannteste der noch betriebenen Textilmühlen ist die alte Waverley Mill, wo schottischer Tartan hergestellt wird. Hier gibt es auch ein Besucherzentrum und die Möglichkeit, an Führungen durch die Mühle teilzunehmen.

## Sport
Galashiels verfügte über eine professionelle Rugbymannschaft, die Border Reivers, das von 1999 bis 2007 an der Celtic League teilnahm. Ein anderer Verein ist Gala RFC, der an der Scottish Premiership teilnimmt. Netherdale in Galashiels war unter anderem einer der Austragungsorte bei der Frauen-Rugby-Union-Weltmeisterschaft 1994 und der Rugby-Union-Weltmeisterschaft 1999.

## Söhne und Töchter
- Arthur Lapworth (1872–1941), Chemiker
- Peter Kemp (1877–1965), Schwimmer und Wasserballspieler
- Willie Kivlichan (1886–1937), Fußballspieler und Arzt
- Archie Cochrane (1909–1988), Epidemiologe
- Scilla Elworthy (* 1943), Gründerin der Oxford Research Group
- Peter D. Stachura (* 1944), Historiker
- Judith Miller (1951–2023),  Antiquitätenexpertin, Sachbuchautorin und Fernsehmoderatorin
- John Collins (* 1968), Fußballspieler
- Gregor Townsend (* 1973), Rugbytrainer